# Село имени Рахима Сабденова
Имени Рахима Сабденова (каз. Рахым Сәбденов ат.а, до 2002 г. — Ленина) — село в Рыскуловском районе Жамбылской области Казахстана. Административный центр Акбулакского сельского округа. Код КАТО — 315042100.
Названо именем Героя Социалистического Труда Рахима Сабденова.

## Население
В 1999 году население села составляло 1406 человек (665 мужчин и 741 женщина). По данным переписи 2009 года, в селе проживало 1535 человек (727 мужчин и 808 женщин).